# 川村竹治
川村竹治（日语：／ Kawamura Takeji，1871年9月1日—1955年9月8日），號亞洲，日本江刺縣鹿角郡花輪村（今秋田縣鹿角市）人，南滿洲鐵道株式會社社長、臺灣總督、司法大臣。

## 生平
日本帝國秋田縣人。1897年7月畢業於東京帝國大學法科，後隨即任內務省文官，同年11月高等文官考試合格，分發為遞信省事務官，而後曾擔任過東京郵便電信學校教授、長崎郵便電信局長、橫濱郵便局長、大阪郵便局長，1908年4月成為內務省書記官，同年12月時改任內務省參事官、大臣官房臺灣課長。1909年10月由台灣民政長官大島久滿次從內務大臣官房台灣課課長陸續拔擢至台灣總督府內務局長（佐久間左馬太總督時代）。1910年3月擔任總督府參事官與司獄官練習所所長，9月因阿里山森林官營事業瀆職一事與大島久滿次同時去職。
之後，他於1911年任和歌山縣知事、1914年任香川縣知事、1917年任青森縣知事、1918年任內務省警保局長、1921年內閣拓殖局長官、1922年任6月內務次官、1922年10月24日任南滿洲鐵道社長等，屬政友會系。1922年6月起至1947年5月任敕選貴族院議員。1928年6月15日為第12任臺灣總督。任內大事：桃園大圳開工；宜蘭大濁水溪治水工事動工；日月潭電力事業再建資金籌款雖順，但受總督交接影響而停工；設置高等警察，以取締過激思想，1928年12月4日台灣革命青年團林文騰等11人以違反治安維持法被判刑；恢復台灣總督府史料編纂會，其後完成《臺灣史料稿本》等重要資料；1929年7月間由於立憲民政黨濱口雄幸內閣成立而被迫卸任。1932年（昭和7年）任2個月的犬養内閣的司法大臣，之後脫離政治圈。五一五事件後依願免官。之後、就任其夫人文子經營的川村女學院（現在的川村學園）顧問一職。